# Torneo di Wimbledon 2013 - Doppio femminile per invito
Lindsay Davenport e Martina Hingis erano le detentrici del titolo e si sono confermate battendo in finale Jana Novotná e Barbara Schett per 6-2, 6-2.

## Tabellone

### Legenda
| - Q = Qualificato - WC = Wild card - LL = Lucky loser | - ALT = Alternate - SE = Special Exempt - PR = Protected Ranking | - w/o = Walkover - r = Ritirato - d = Squalificato |

### Finale
|  | Finale                           |                                  |                                  |   |   |  |
|  |                                  |                                  |                                  |   |   |  |
|  | Lindsay Davenport Martina Hingis | Lindsay Davenport Martina Hingis | Lindsay Davenport Martina Hingis | 6 | 6 |  |
|  | Jana Novotná Barbara Schett      | Jana Novotná Barbara Schett      | Jana Novotná Barbara Schett      | 2 | 2 |  |

### Gruppo A
|  |                                    | Austin Suková | Davenport Hingis | Martínez Tauziat | Stubbs Temesvári | RR W–L | Set W–L | Game W–L | Posizione |
|  | Tracy Austin Helena Suková         |               | 2–6, 5–7         | 6–1, 6–1         | 6–4, 6–2         | 2–1    | 4–2     | 31–21    | 2         |
|  | Lindsay Davenport Martina Hingis   | 6–2, 7–5      |                  | 6–3, 6–1         | 7–5, 6–2         | 3–0    | 6–0     | 38–18    | 1         |
|  | Conchita Martínez Nathalie Tauziat | 1–6, 1–6      | 3–6, 1–6         |                  | 4–6, 3–6         | 0–3    | 0–6     | 13–36    | 4         |
|  | Rennae Stubbs Andrea Temesvári     | 4–6, 2–6      | 5–7, 2–6         | 6–4, 6–3         |                  | 1–2    | 2–4     | 25–32    | 3         |

La classifica viene stilata in base ai seguenti criteri: 1) Numero di vittorie; 2) Numero di partite giocate; 3) Scontri diretti (in caso di due giocatori pari merito ); 4) Percentuale di set vinti o di games vinti (in caso di tre giocatori pari merito ); 5) Decisione della commissione.

### Gruppo B
|  |                                 | Ahl Maleeva         | Majoli Zvereva   | Navrátilová Shriver | Novotná Schett      | RR W–L | Set W–L | Game W–L | Posizione |
|  | Lucie Ahl Magdalena Maleeva     |                     | 6–0, 5–7, [10–8] | 6–2, 7–6(6)         | 2–6, 7–6(2), [2–10] | 2–1    | 5–3     | 34–28    | 2         |
|  | Iva Majoli Nataša Zvereva       | 0–6, 7–5, [8–10]    |                  | 6–2, 6–3            | 3–6 , 3–6           | 1–2    | 3–4     | 25–29    | 3         |
|  | Martina Navrátilová Pam Shriver | 2–6, 6(6)–7         | 2–6, 3–6         |                     | 1–6, 4–6            | 0–3    | 0–6     | 18–37    | 4         |
|  | Jana Novotná Barbara Schett     | 6–2, 6(2)–7, [10–2] | 6–3, 6–3         | 6–1, 6–4            |                     | 3–0    | 6–1     | 37–20    | 1         |

La classifica viene stilata in base ai seguenti criteri: 1) Numero di vittorie; 2) Numero di partite giocate; 3) Scontri diretti (in caso di due giocatori pari merito ); 4) Percentuale di set vinti o di games vinti (in caso di tre giocatori pari merito ); 5) Decisione della commissione.